# オーレ・ブレムセット
オーレ・ブレムセット（Ole Bremseth、1961年1月2日 - ）はノルウェー、ブスケルー県Hokksund出身の元スキージャンプ選手。
1981年のスキージャンプ・ワールドカップ札幌大会では2戦連続2位となり注目された。翌1981/82シーズンがベストシーズンで、自国の首都オスロで開催された1982年ノルディックスキー世界選手権では個人70m級銅メダル、個人90m級4位、団体金メダルと大活躍を見せ、その後のワールドカップで1カ月間に9試合中6勝をあげ、総合5位となった。
しかし翌シーズンからはあまり目立った成績を残せなかった。ワールドカップ通算6勝（2位3回3位3回）。